# Vlajka Permského kraje

Vlajka Permského kraje
Poměr stran: 2:3

Vlajka Permského kraje, jednoho z krajů Ruské federace, je tvořena listem o poměru stran 2:3 rozděleným bílým křížem na čtyři stejná pole (nahoře červené a modré, dole modré a červené). Šířka ramen kříže odpovídá 1/4 šířky (tj. 1/6 délky) listu. Uprostřed kříže je znak Permského kraje, jehož výška odpovídá 2/5 šířky vlajky.
Vlajka vznikla jako symbol Permské oblasti. Po sloučení s Komi-Permjackým autonomním okruhem v roce 2005 vznikl Permský kraj, který si vlajku Permské oblasti ponechal.
Barvy vlajky odpovídají kulturním a etnickým odlišnostem národů žijící na území kraje a opakují barevnou škálu ruské vlajky. Bílá symbolizuje čistotu a dobro, na vlajce pak čistotu úmyslů a mírumilovnost obyvatel. Modrá symbolizuje krásu, laskavost a vřelost lidských vztahů a vodstvo kraje, především řeku Kamu. Červená symbolizuje chrabrost, odvahu a neohroženost obyvatel. Bílý kříž na vlajce symbolizuje ideový základ sjednocení národů na území kraje a koresponduje s křížem na znaku.

## Historie
Permská oblast vznikla 3. října 1938. V sovětské éře oblast neužívala žádnou vlajku. 17. dubna 2003 byl schválen Zákonodárným shromážděním zákon č. 771-150 O vlajce Permské oblasti. 6. května 2003 zákon podepsal gubernátor Jurij Petrovič Trutněv a 14. května nabyl zákon účinnosti publikováním v místním vydání všeruského deníku Rossijskaja gazeta č. 89.
7. prosince 2003 proběhlo referendum, na jehož základě byl 25. března 2004 (sloučením Permské oblasti a Komi-Permjackého autonomního okruhu) vytvořen federálním zákonem Permský kraj, s účinností od 1. prosince 2005. 3. října 2007 přijalo zákonodárné shromáždění kraje zákon, kterým převzal znak a vlajku Permské oblasti z roku 2003.

## Vlajka gubernátora Permského kraje
V době vzniku vlajky Permského kraje v roce 2003 byl tento kraj jediný, v kterém gubernátor užíval vlastní vlajku. Vlajka byla zřízena již nařízením administrativy č. 417 z 22. listopadu 1996 O úředních symbolech gubernátorské moci. (není obrázek) Vlajka byla později změněna na současnou variantu.

Vlajka gubernátora Permského kraje Poměr stran: 1:1

## Vlajky okruhů a rajónů Permského kraje

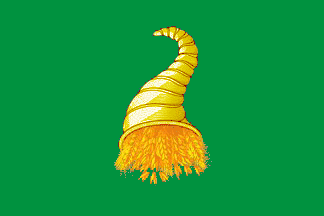
Kungurský rajón (45) Poměr stran: 2:3
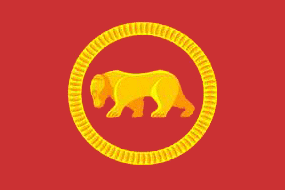
Permský rajón (46) Poměr stran: 2:3

Od 17. května 2020 se Permský kraj člení na 26 městských okruhů 17 obecních okruhů a 3 obecní rajóny. Šest rajónů (Gajnský, Kosinský, Kočjovský, Kudymkarský, Jurlinský a Jusvinský) je součástí Komi-Permjackého okruhu (již bez přízviska autonomní), administrativně teritoriální jednotky kraje se zvláštním statusem.

Vlajka Komi-Permjackého autonomního okruhu (1996–2005) Poměr stran: 1:2
Vlajka Komi-Permjackého okruhu (od 2009) Poměr stran: 2:3

Městské okruhy

Perm (1) Poměr stran: 2:3
Berezniki (2) Poměr stran: 2:3
Vereščaginský rajón (3) Poměr stran: 2:3
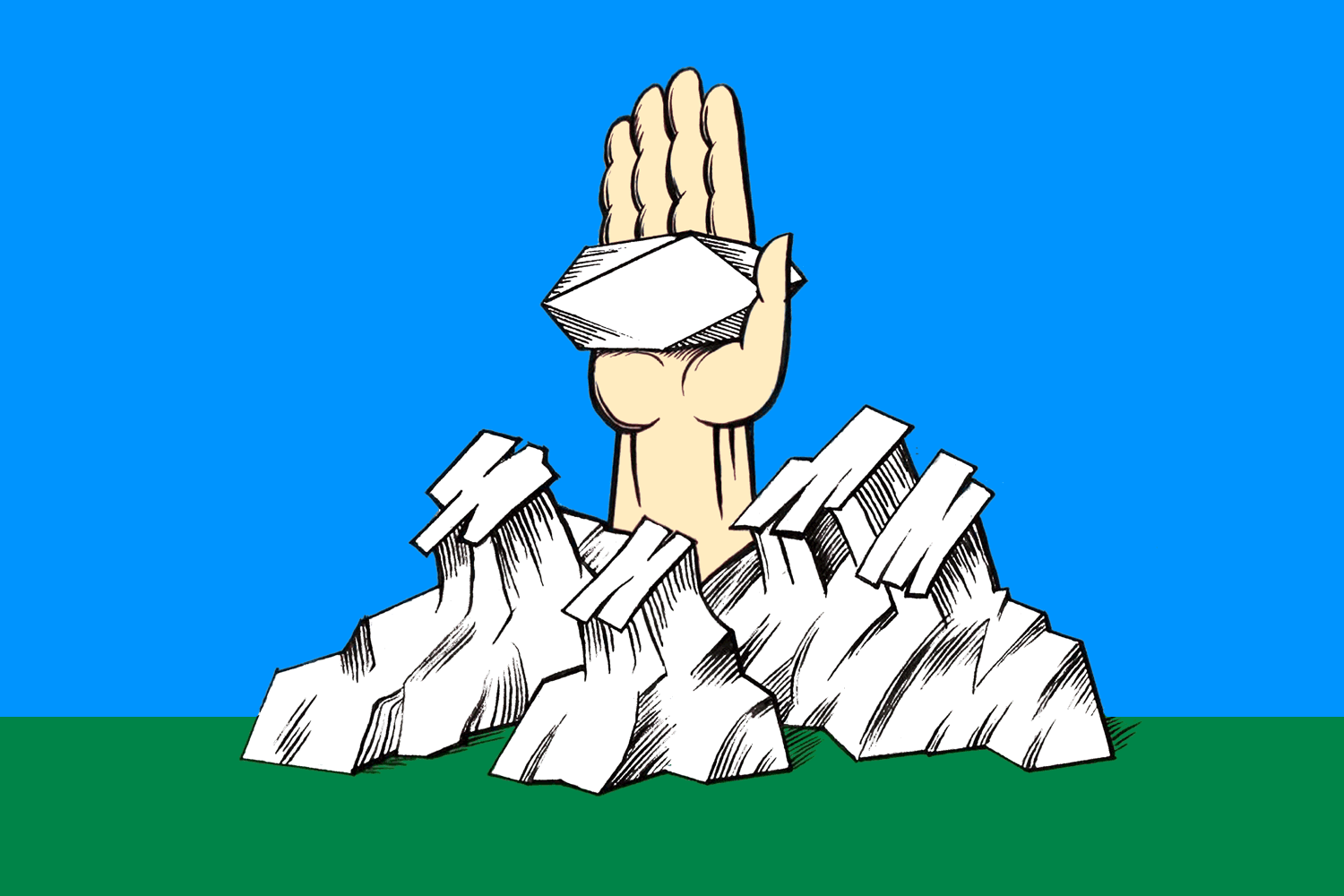
Gornozavodský rajón (4) Poměr stran: 2:3
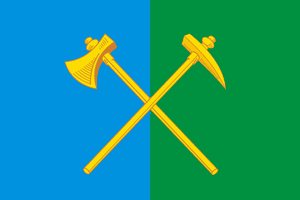
Gremjačinský rajón (5) Poměr stran: 2:3
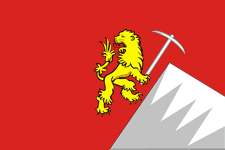
Gubacha (6) Poměr stran: 2:3
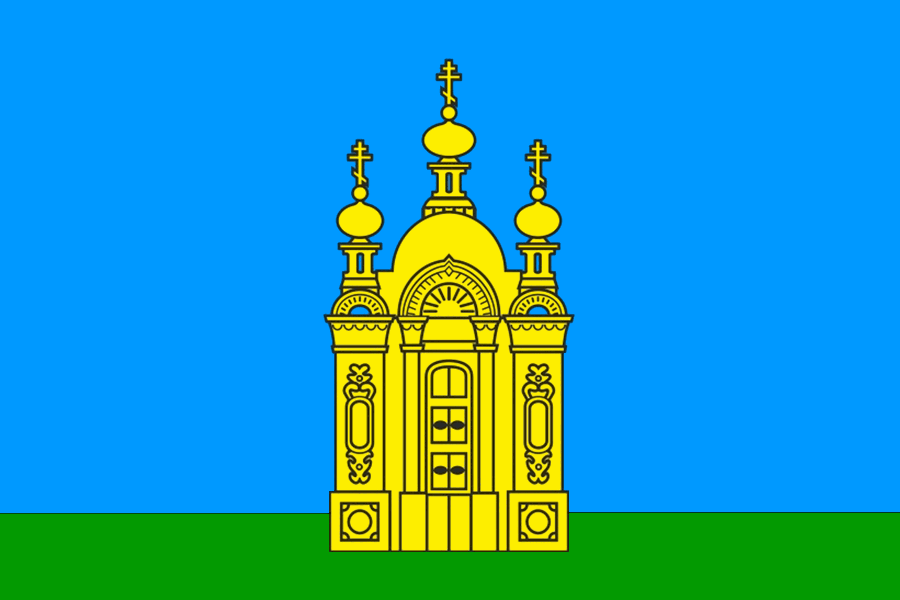
Dobrjanský rajón (7) Poměr stran: 2:3
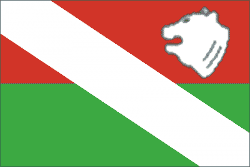
Ilinský rajón (8) Poměr stran: 2:3
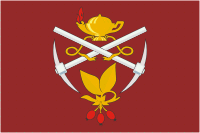
Kizel (9) Poměr stran: 2:3
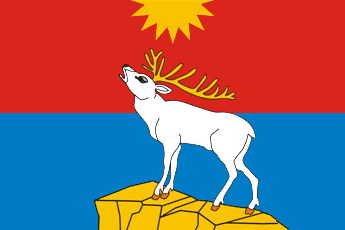
Krasnovišerský rajón (10) Poměr stran: 2:3
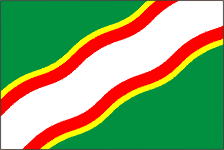
Krasnokamský rajón (11) Poměr stran: 2:3
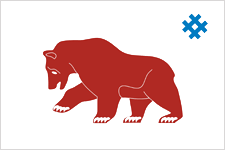
Kudymkar (12) Poměr stran: 2:3
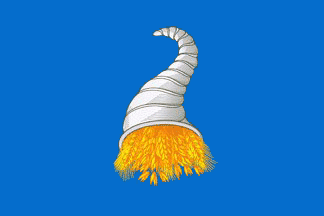
Kungur (13) Poměr stran: 2:3
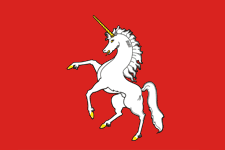
Lysvenský rajón (14) Poměr stran: 2:3
Nytvenský rajón (15) Poměr stran: 2:3
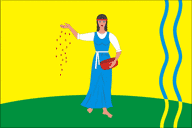
Oktjabrský rajón (16) Poměr stran: 2:3
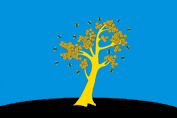
Osinský rajón (17) Poměr stran: 2:3
Ochanský rajón (18) Poměr stran: 2:3
Očjorský rajón (19) Poměr stran: 2:3
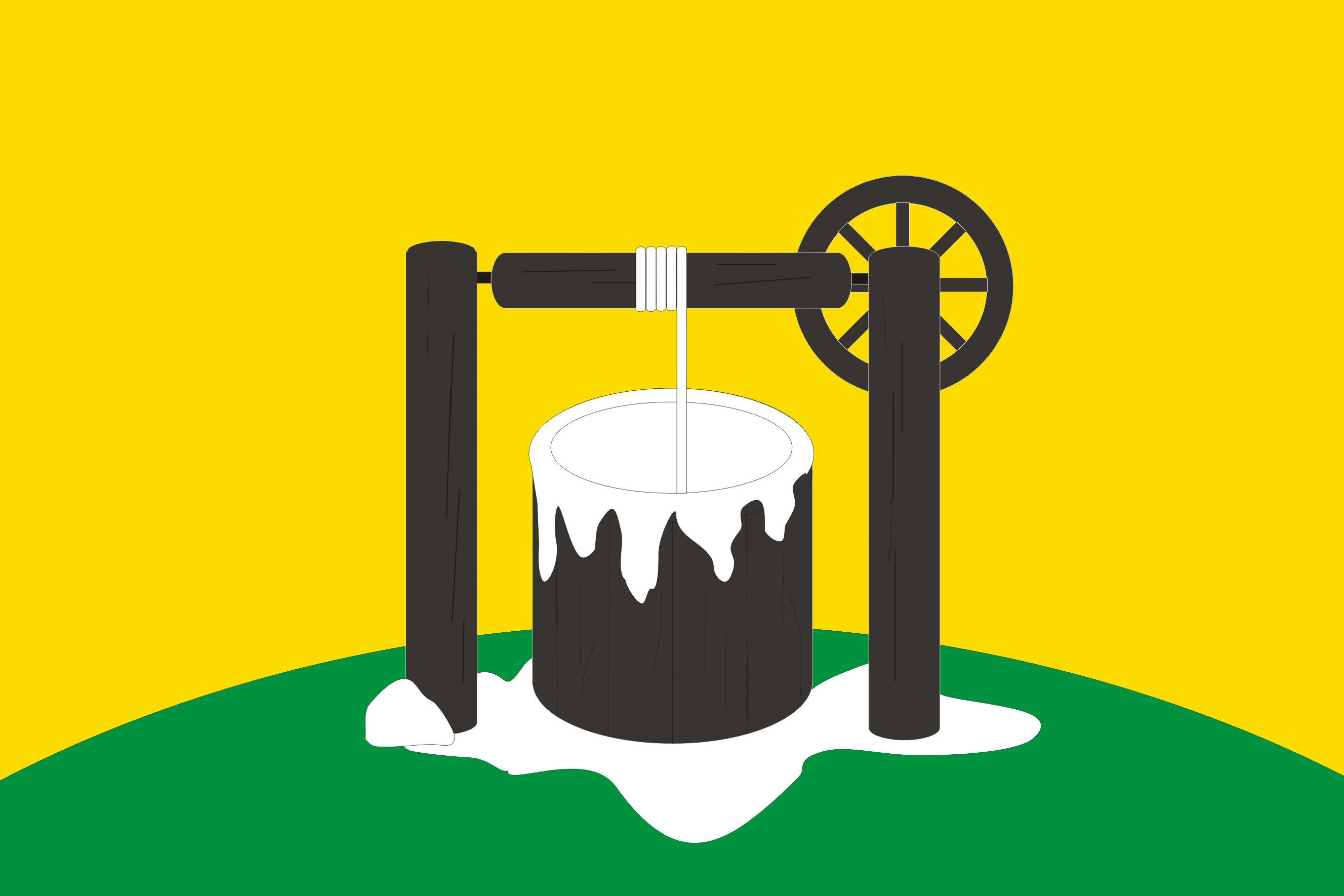
Solikamsk (20) Poměr stran: 2:3
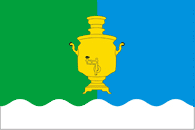
Suksunský rajón (21) Poměr stran: 2:3
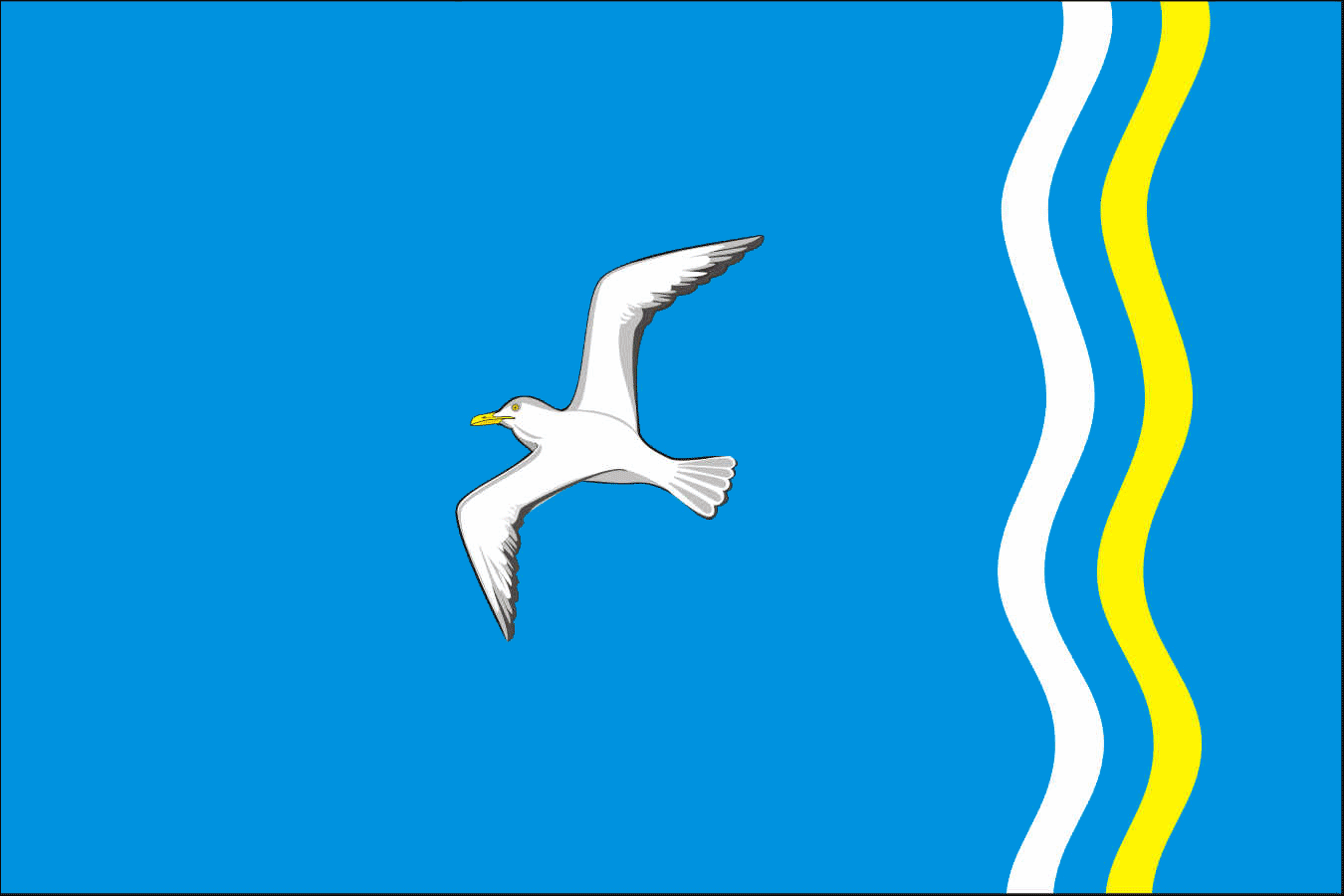
Čajkovský rajón (22) Poměr stran: 2:3
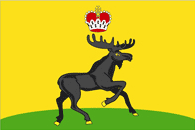
Čerdynský rajón (23) Poměr stran: 2:3
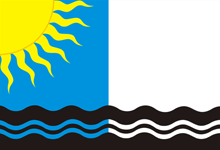
Černušinský rajón (24) Poměr stran: 2:3
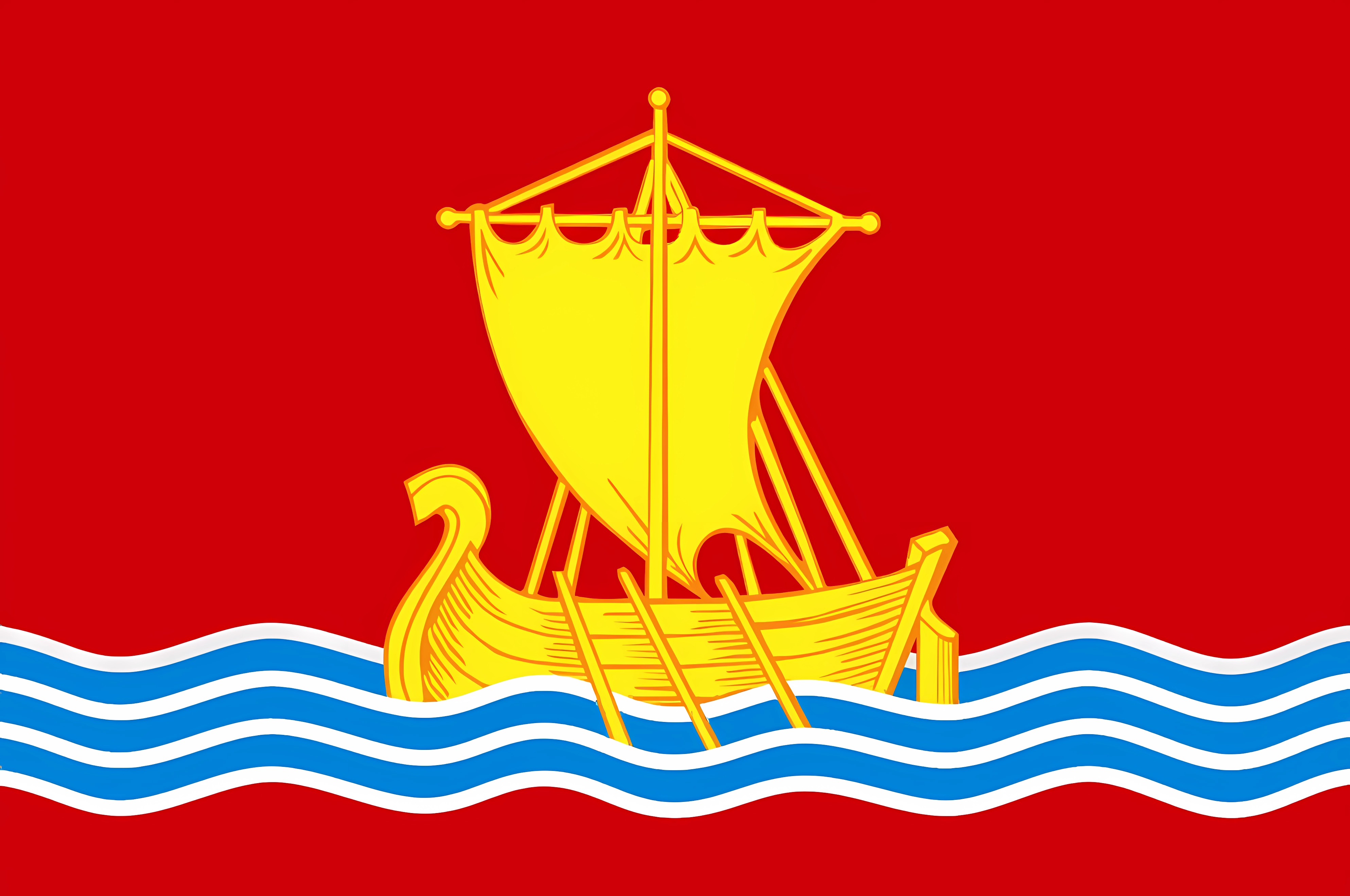
Čusovskoj rajón (25) Poměr stran: 2:3
Uzavřené město Zvjozdnyj (26) Poměr stran: 2:3

Obecní okruhy

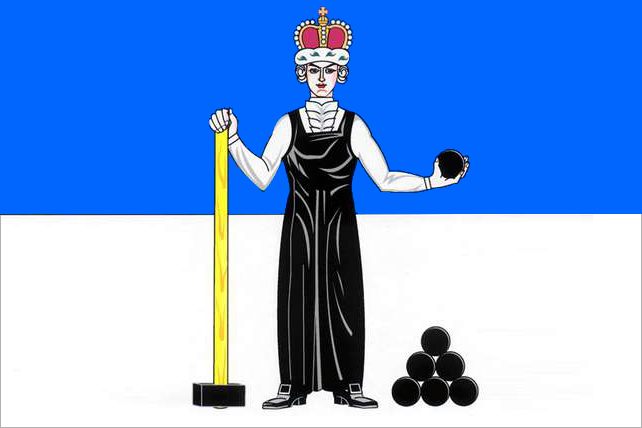
Alexandrovský rajón (27) Poměr stran: 2:3
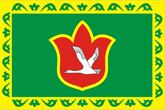
Bardymský rajón (28) Poměr stran: 2:3
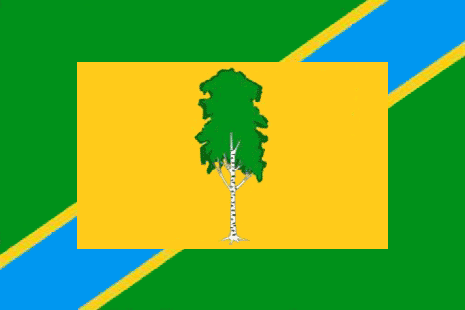
Berjozovský rajón (29) Poměr stran: 2:3
Bolšesosnovský rajón (30) Poměr stran: 2:3
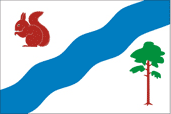
Gajnský rajón[Pozn 1] (31) Poměr stran: 2:3
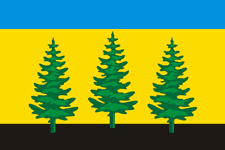
Jelovský rajón (32) Poměr stran: 2:3
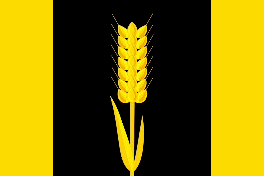
Karagajský rajón (33) Poměr stran: 2:3
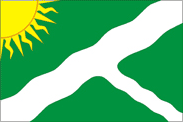
Kišertský rajón (34) Poměr stran: 2:3
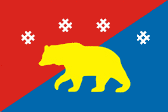
Kosinský rajón[Pozn 1] (35) Poměr stran: 2:3
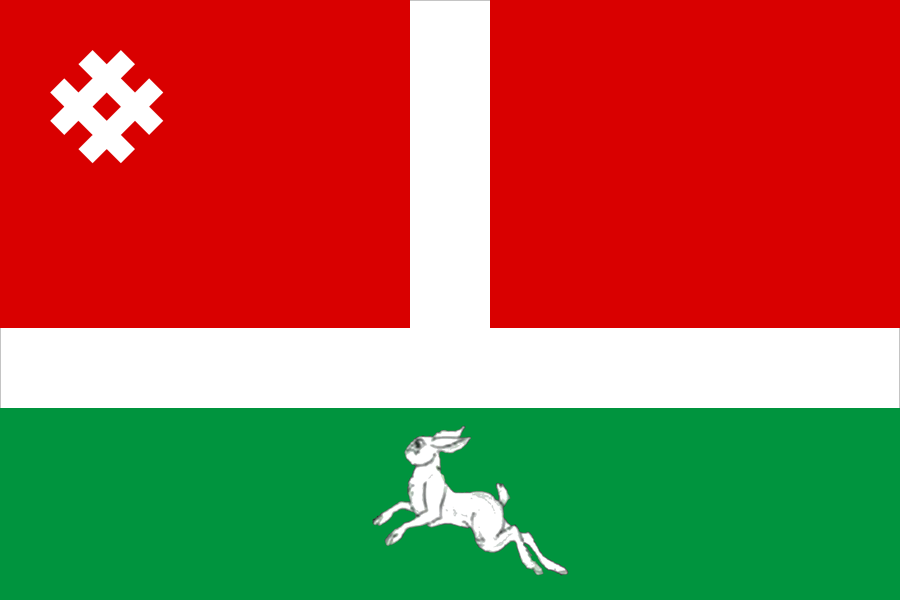
Kočjovský rajón[Pozn 1] (36) Poměr stran: 2:3
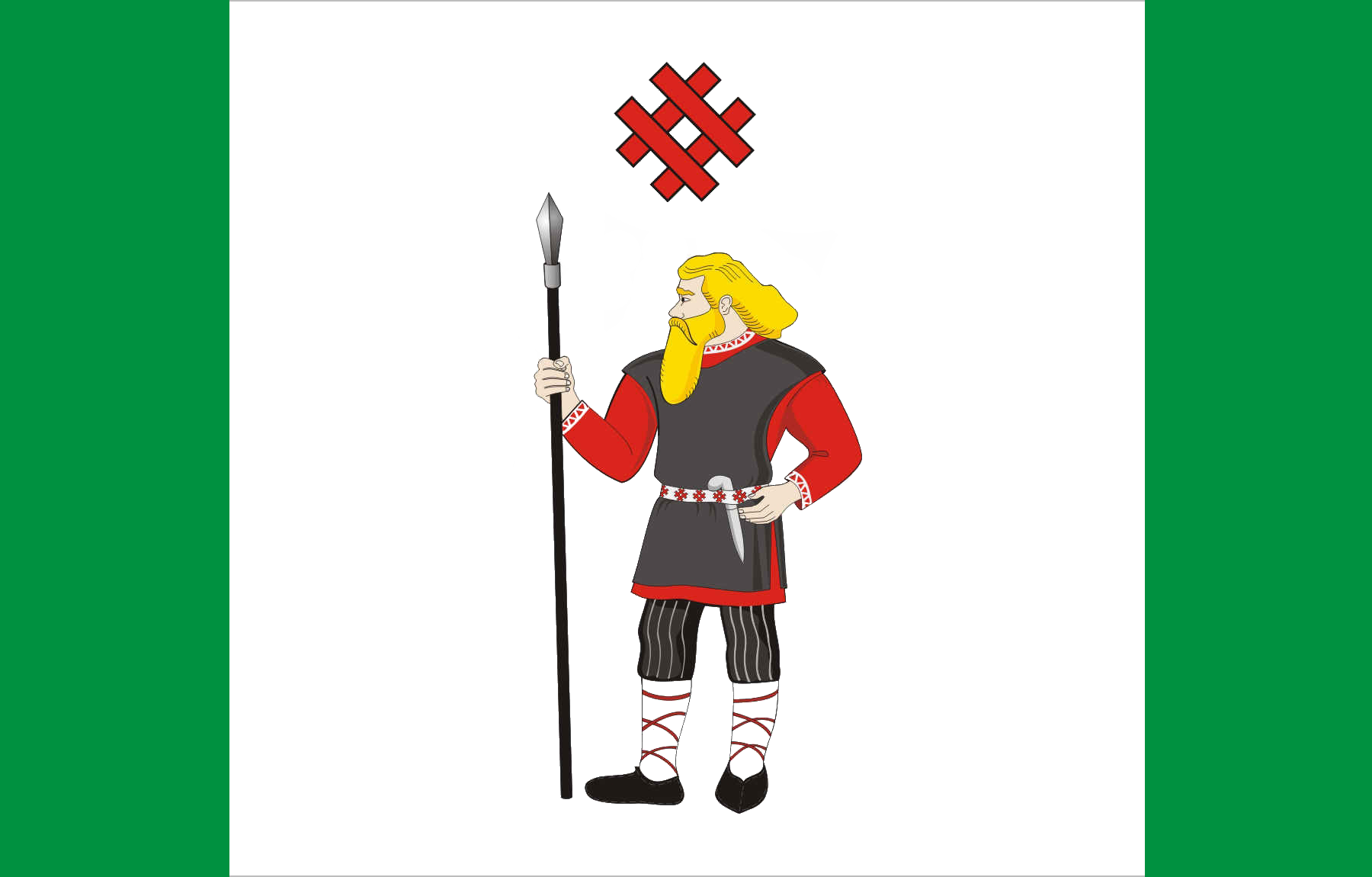
Kudymkarský rajón[Pozn 1] (37) Poměr stran: 2:3
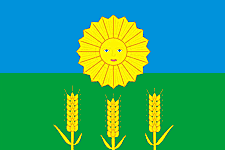
Kujedinský rajón (38) Poměr stran: 2:3
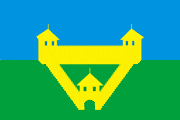
Ordinský rajón (39) Poměr stran: 2:3
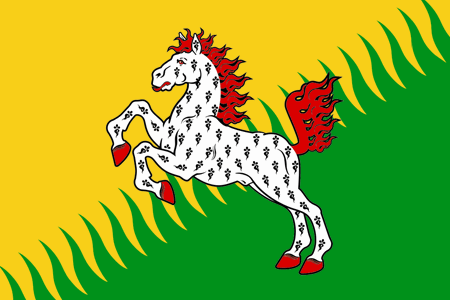
Sivinský rajón (40) Poměr stran: 2:3
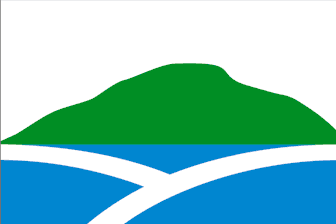
Uinský rajón (41) Poměr stran: 2:3
Častinský rajón (42) Poměr stran: 2:3
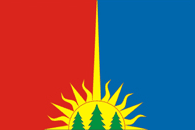
Jurlinský rajón[Pozn 1] (43) Poměr stran: 2:3
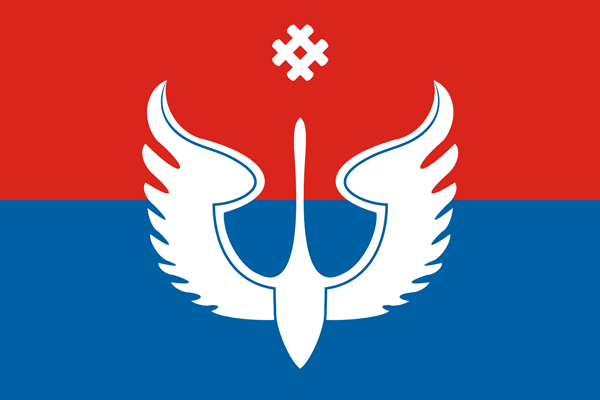
Jusvinský rajón[Pozn 1] (44) Poměr stran: 2:3

Obecní rajóny
- Kungurský rajón (45)
Poměr stran: 2:3
- Permský rajón (46)
Poměr stran: 2:3